# Pollenia dysaethria
Pollenia dysaethria este o specie de muște din genul Pollenia, familia Calliphoridae, descrisă de Dear în anul 1986. Conform Catalogue of Life specia Pollenia dysaethria nu are subspecii cunoscute.